# Rakowice (Kraków)
Rakowice – obszar Krakowa wchodzący w skład Dzielnicy III Prądnik Czerwony oraz Dzielnicy XIV Czyżyny, dawna wieś. W XXI w. teren ten jest intensywnie zurbanizowany, z niewielką ilością terenów zielonych. W zabudowie dominują bloki i domki jednorodzinne.
Obszar Rakowic jest często mylony z okolicami Cmentarza Rakowickiego i ulicy Rakowickiej – dawnej drogi Rakowickiej wiodącej z Krakowa do cmentarza miejskiego i dalej do odległych o 2 km Rakowic.

## Historia
Pierwsze informacje o wsi Rakowice pochodzą z roku 1244. Jej nazwa pochodzi od imienia lub przezwiska Rak lub Rac (Racz), które nosił człowiek, który był założycielem lub właścicielem wsi. Od XIII wieku do końca I Rzeczypospolitej była wsią królewską należącą do wielkorządców. W XV wieku we wsi powstał folwark, dwór królewski oraz młyn zwany Rakowickim. Wieś uległa zniszczeniu podczas walk o tron Rzeczypospolitej pomiędzy zwolennikami księcia Zygmunta Wazy i arcyksięcia Maksymiliana Habsburga w 1587 r., a następnie podczas potopu szwedzkiego. W wyniku III rozbioru w 1795 r. wieś trafiła we władanie habsburskie, w 1807 r. – została przyłączona do Księstwa Warszawskiego, w 1815 r. – do Rzeczypospolitej Krakowskiej, a w 1846 r. – wraz z Rzecząpospolitą Krakowską do Cesarstwa Austrii.
Według austriackiego spisu ludności z 1900 w 50 budynkach w Rakowicach na obszarze 245 hektarów mieszkało 1014 osób, z czego 990 (97,6%) było katolikami, 23 (2,3%) wyznawcami judaizmu, a 1 (0,1%) grekokatolikiem, 525 (51,8%) było polsko-, 467 (46,1%) niemiecko-, 2 (0,2%) rusko-, a 11 (1,1%) innojęzycznymi. Do czasu wybudowania kaplicy, a potem kościoła przez pijarów wieś Rakowice była przyporządkowana jako parafia do kościoła św. Mikołaja przy ul. Mikołaja Kopernika.
W 1892 r. na terenie Rakowic, na zapleczu fortu 15 „Pszorna”, wybudowano koszary ułańskie, w których stacjonowały oddziały 3. Galicyjskiego Pułku Ułanów Arcyksięcia Karola, a potem – po wyzwoleniu Krakowa spod władzy zaborczej – oddziały 8. Pułku Ułanów Księcia Józefa Poniatowskiego. Na początku XX wieku na terenie dawnego folwarku wybudowano klasztor pijarów z zakładem wychowawczo-naukowym dla chłopców (od roku szkolnego 1990/91 szkoła jest koedukacyjna; obecnie nosi nazwę: Liceum Ogólnokształcące Zakonu Pijarów im. ks. Stanisława Konarskiego) oraz kościół Najświętszego Imienia Maryi w Krakowie. W 1912 r. na terenie Rakowic wybudowano lotnisko, które było systematycznie rozbudowywane najpierw tylko w Rakowicach, a następnie pod koniec lat 20. XX wieku w kierunku innych podkrakowskich wsi – Czyżyn i Bieńczyc (lotnisko Kraków-Rakowice-Czyżyny). Lotnisko w Rakowicach było nazywane „kolebką polskiego lotnictwa”, gdyż zostało wyzwolone przez oddziały polskie w dniu wyzwolenia Krakowa 31 października 1918 r. jako pierwsze polskie lotnisko. Lotnisko było rozbudowywane przez cały okres II Rzeczypospolitej – początkowo tylko część wojskowa, a potem także: część cywilna do prowadzenia komunikacji lotniczej oraz sportowa zarządzana przez Aeroklub Krakowski. Kontynuację rozbudowy prowadzili także okupanci niemieccy w latach 1939–1945. Po II wojnie światowej lotnisko było najpierw odbudowane, ale potem – wraz z postępującą zabudową terenów Nowej Huty – stopniowo wygaszane. Jednostki wojskowe i lotnictwo cywilne przeniesiono do Balic, a lotnictwo sportowe – do Pobiednika Wielkiego. W 1964 r. jako ostatnie lotnisko Rakowice opuściło lotnictwo sanitarne. Obecnie na tym terenie funkcjonuje Muzeum Lotnictwa Polskiego oraz lądowisko Kraków-Czyżyny. Część przedwojennych budynków używanych przez kadrę 2 Pułku Lotniczego wciąż istnieje i w większości znajdują się na terenie wojskowym jednostki przy ul. Ułanów. Obecnie mieści się tam 6 Batalion Dowodzenia im. gen. broni Józefa Kuropieski.
W 1923 r. na terenie przysiółka Rakowic – Wieczystej – wybudowano młyny oraz pierwszą w Polsce łuszczarnię ryżu, która była w stanie zaspokoić potrzeby całego kraju. Zakłady został zniszczony w pożarze w 1928 r., ale wkrótce potem – odbudowane, choć już tylko jako młyn i kaszarnia. Po II wojnie światowej obiekt funkcjonował jako Polskie Zakłady Zbożowe w Krakowie. W latach dwudziestych XXI wieku przebudowany na cele mieszkaniowe. W okresie od 1899 r. do czasów powojennych w Rakowicach znajdowała się szkółka drzew owocowych i ozdobnych oraz uprawa nasion kwiatowych firmy ogrodniczej Ludwika Freegego.
W okresie międzywojennym na terenie Rakowic rozwinęła się zabudowa willowa, a po II wojnie światowej nastąpiła urbanizacja tego terenu. Rakowice zostały przyłączone do Krakowa w 1941 r. jako XLIII dzielnica katastralna Krakowa. W kolejnych podziałach administracyjnych Rakowice były przyłączane do większych dzielnic: w 1954 r. stały się częścią dzielnicy Grzegórzki, w 1973 r. – częścią dzielnicy Śródmieście, a w 1991 r. – częścią Dzielnicy III Prądnik Czerwony. W trakcie tych zmian administracyjnych Rakowice utraciły część swoich dawnych terenów leżących na wschód od terenów szkolnych i wojskowych przy ul. Ułanów i Akacjowej, które niegdyś sięgały po obecną ul. Izydora Stella-Sawickiego i obejmowały pół lotniska z terenami Muzeum Lotnictwa Polskiego.
W okresie powojennym nastąpiła intensywna zabudowa osiedlami z wielkiej płyty dwóch przysiółków Rakowic – Ugorka i Wieczystej. Na początku lat 60. XX w. zrealizowano osiedle Wieczysta. Na początku budując 6 bloków przy ul. Jana Marchewczyka (obecnie jest to ul. Tadeusza Kantora), na następnie budując kolejne bloki wzdłuż al. Planu 6-Letniego (później: al. Jana Pawła II) po Dom Handlowy „Hermes”. Na północ od Wieczystej inwestycje prowadziła Spółdzielnia Mieszkaniowa „Wspólnota” na osiedlu Ugorek, która nawiązywała urbanistycznie do osiedla Wieczystej.
Przez teren Rakowic przebiegają dwie ważne linie komunikacyjne na linii wschód – zachód: na południu Rakowic przez al. Jana Pawła II łączące centrum Krakowa z Nową Hutą drogowo i liniami tramwajowymi oraz na północy Rakowic al. gen. Tadeusza Bora-Komorowskiego – fragmentem drogi krajowej nr 79 łączące Prądnik Biały z Mistrzejowicami i Bieńczycami.

## Obiekty i instytucje usytuowane w Rakowicach
- Kościół Najświętszego Imienia Maryi w Krakowie
- Parafia Matki Bożej Ostrobramskiej w Krakowie

- lądowisko Kraków-Czyżyny
- Muzeum Lotnictwa Polskiego – na historycznych terenach Rakowic, choć obecnie jest to obszar Dzielnicy XIV Czyżyny
- Liceum Ogólnokształcące Zakonu Pijarów im. Stanisława Konarskiego w Krakowie
- Szkoła Muzyczna I stopnia nr 1 im. Stanisława Wiechowicza
- 6 Batalion Dowodzenia
- Szkoła Podstawowa nr 114 im. Arkadego Fiedlera
- Zespół Szkół nr 1 im. św. Rafała Kalinowskiego dawniej Technikum Kolejowe
- Zespół Szkół Ogólnokształcących nr 9
- Zespół Szkół Inżynierii Środowiska i Melioracji
- Bursa Szkolnictwa Ponadpodstawowego nr 3
- Centrum Autyzmu i Całościowych Zaburzeń Rozwoju
- Zespół Szkół Specjalnych im. Ludwika Jerzego Kerna
- Miejskie Centrum Obsługi Oświaty w Krakowie
- Dom Zasłużonego Kombatanta

## Galeria

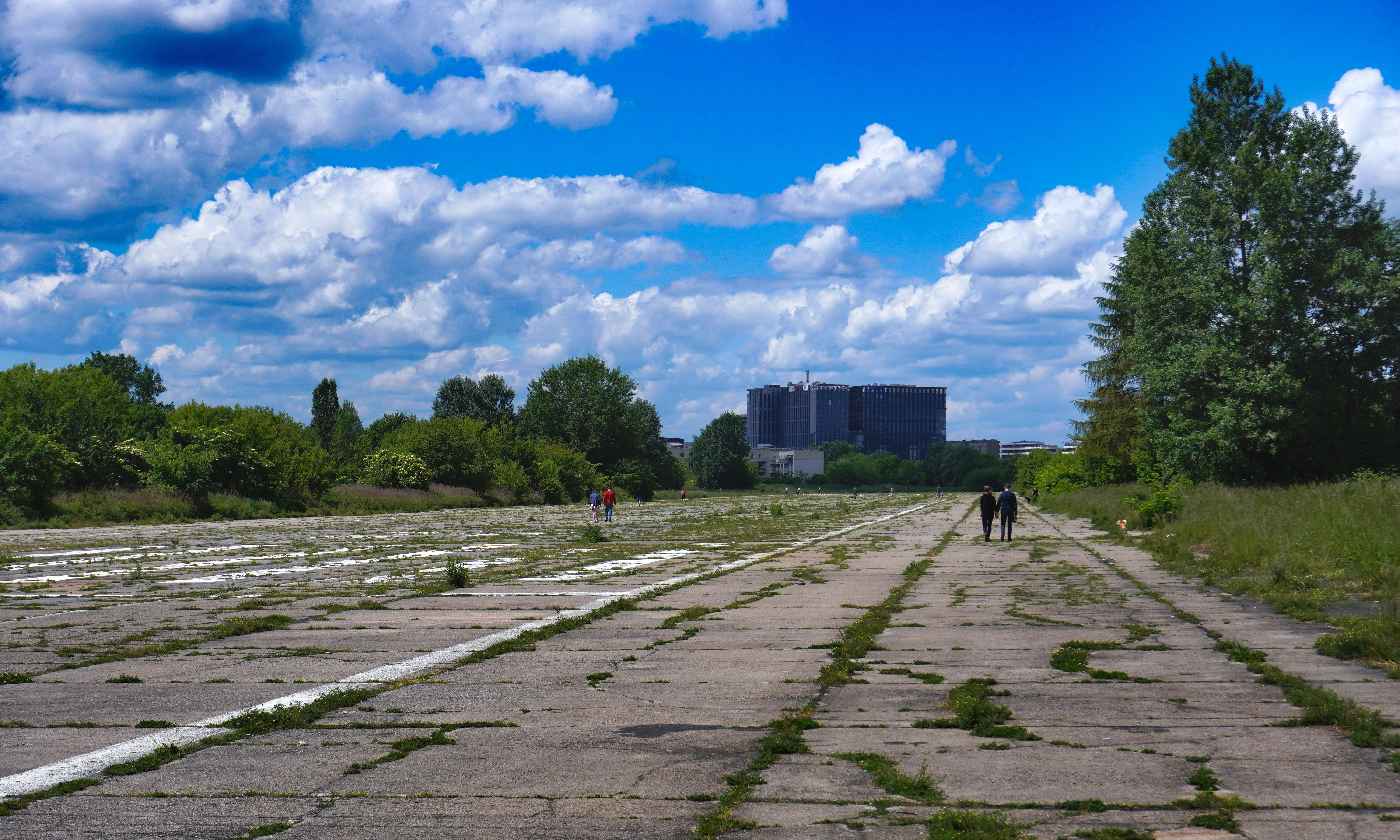
Pas startowy dawnego lotniska Kraków-Rakowice-Czyżyny
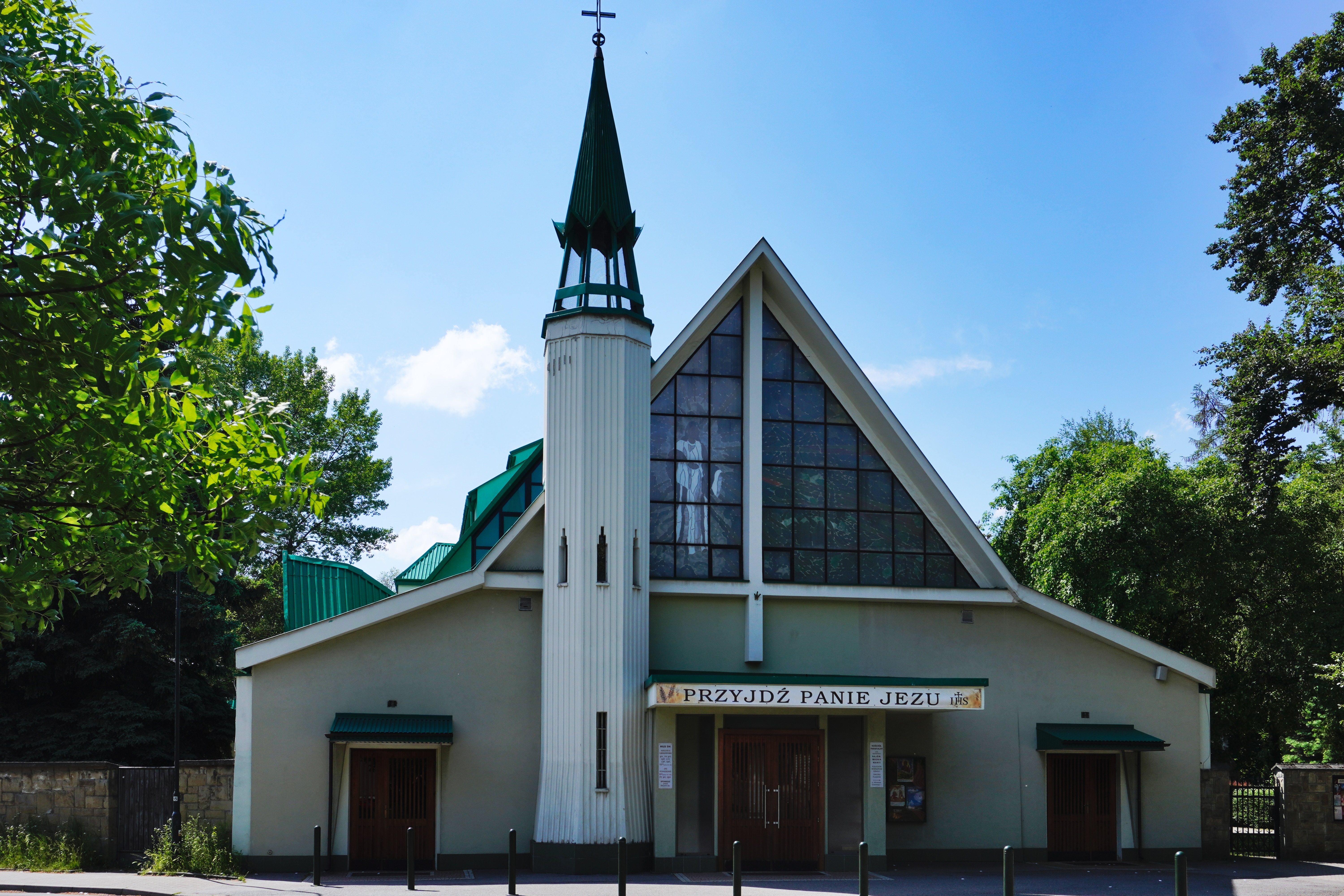
Kościół Najświętszego Imienia Maryi
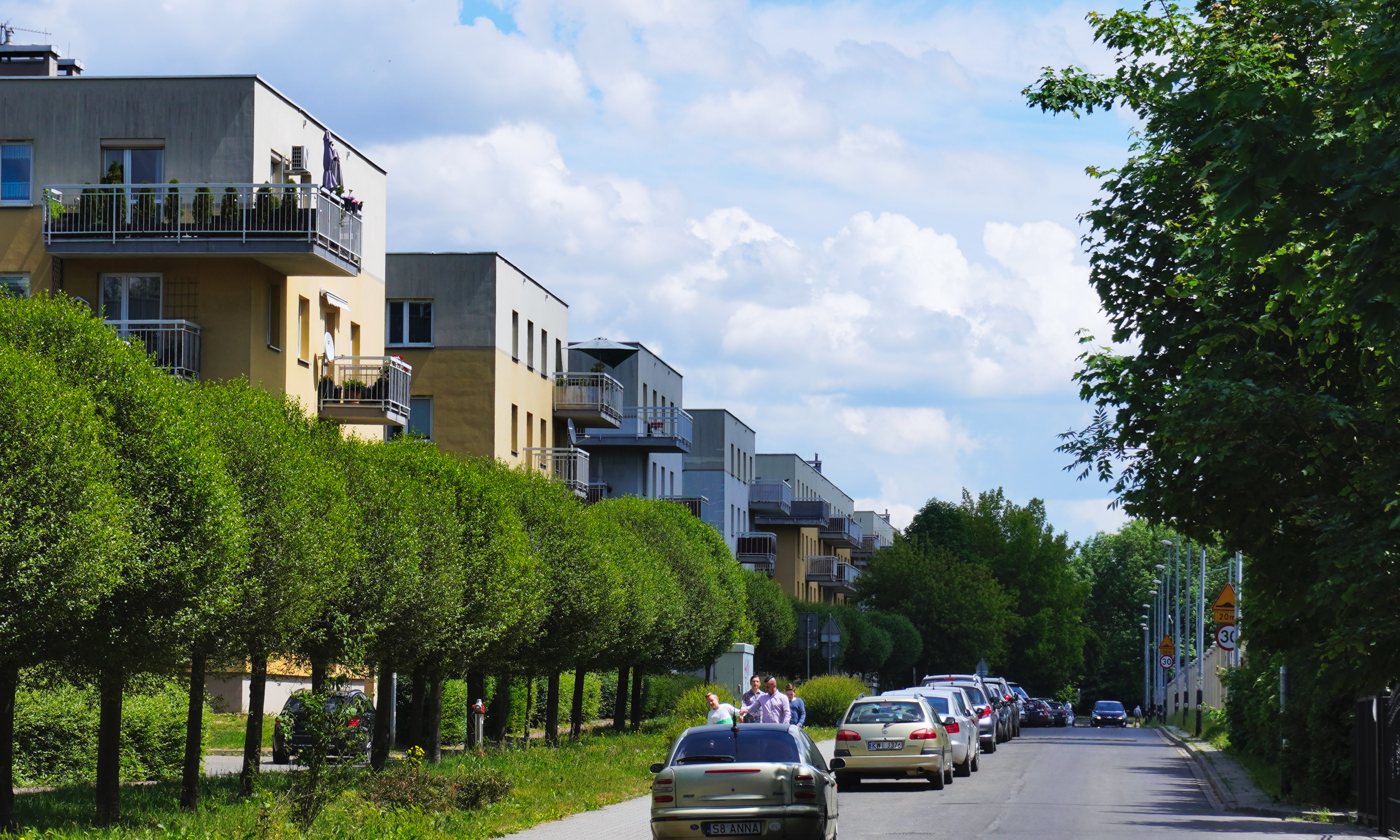
Ulica Ernesta Cieślewskiego
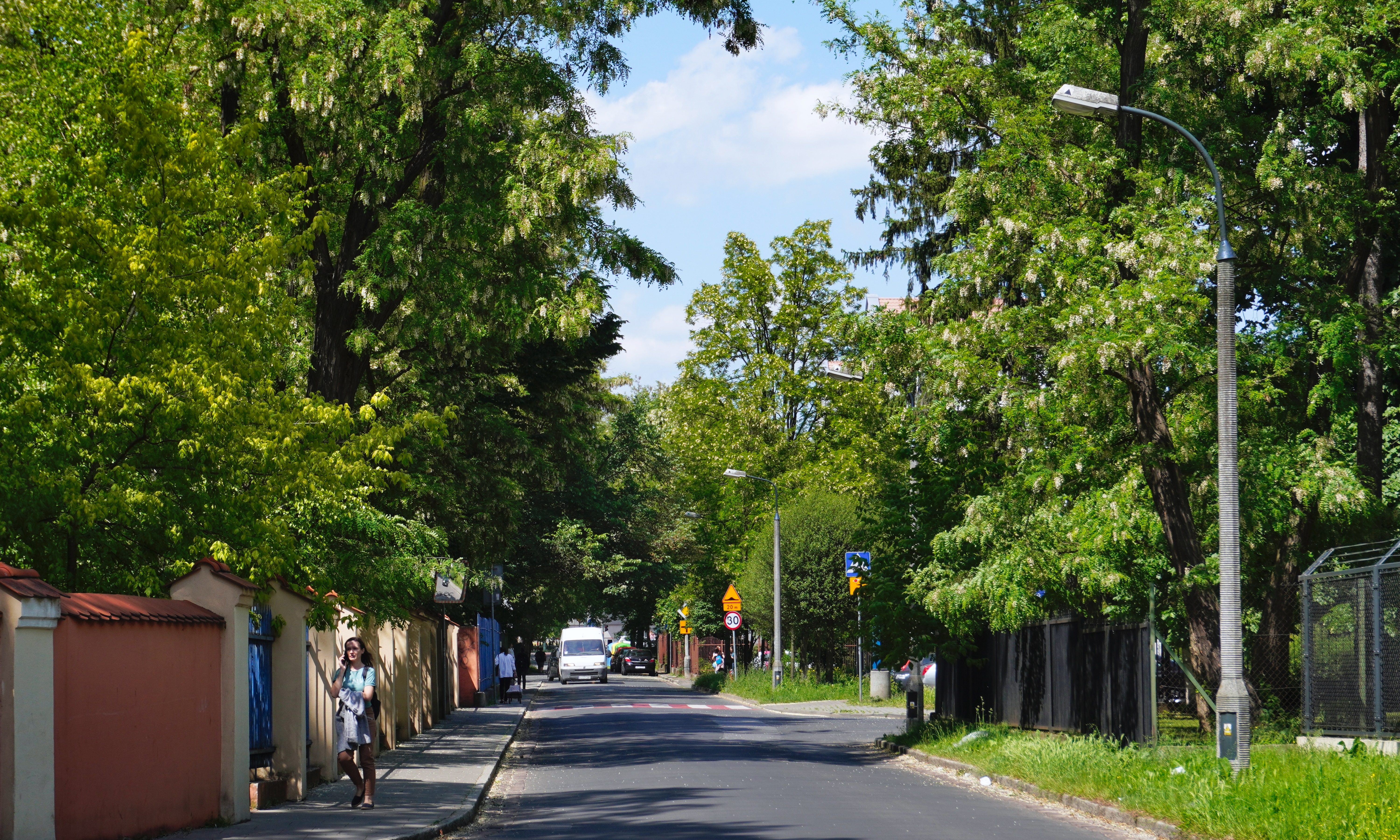
Ulica Akacjowa
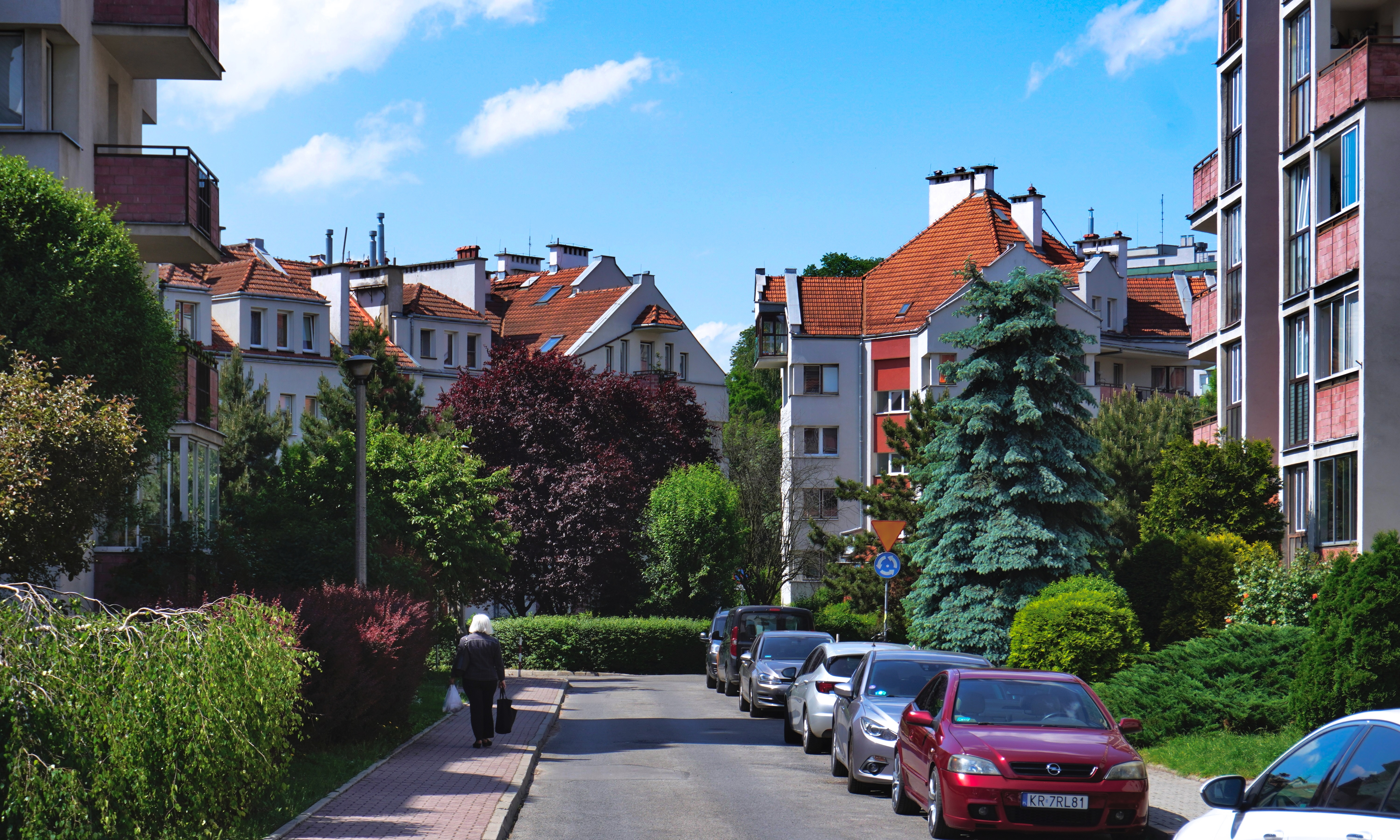
Osiedle Mieczysława Pszona
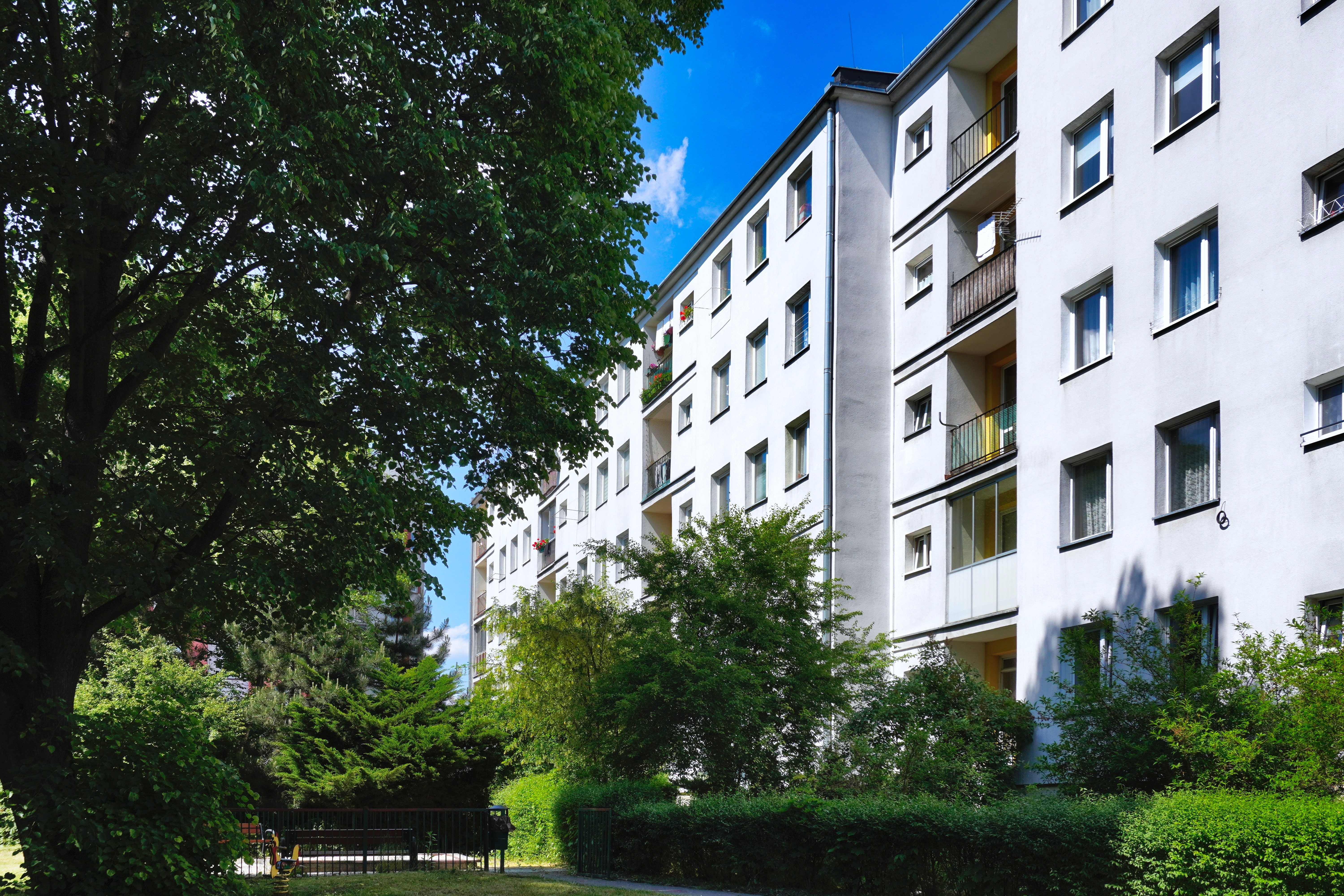
Osiedle Ugorek
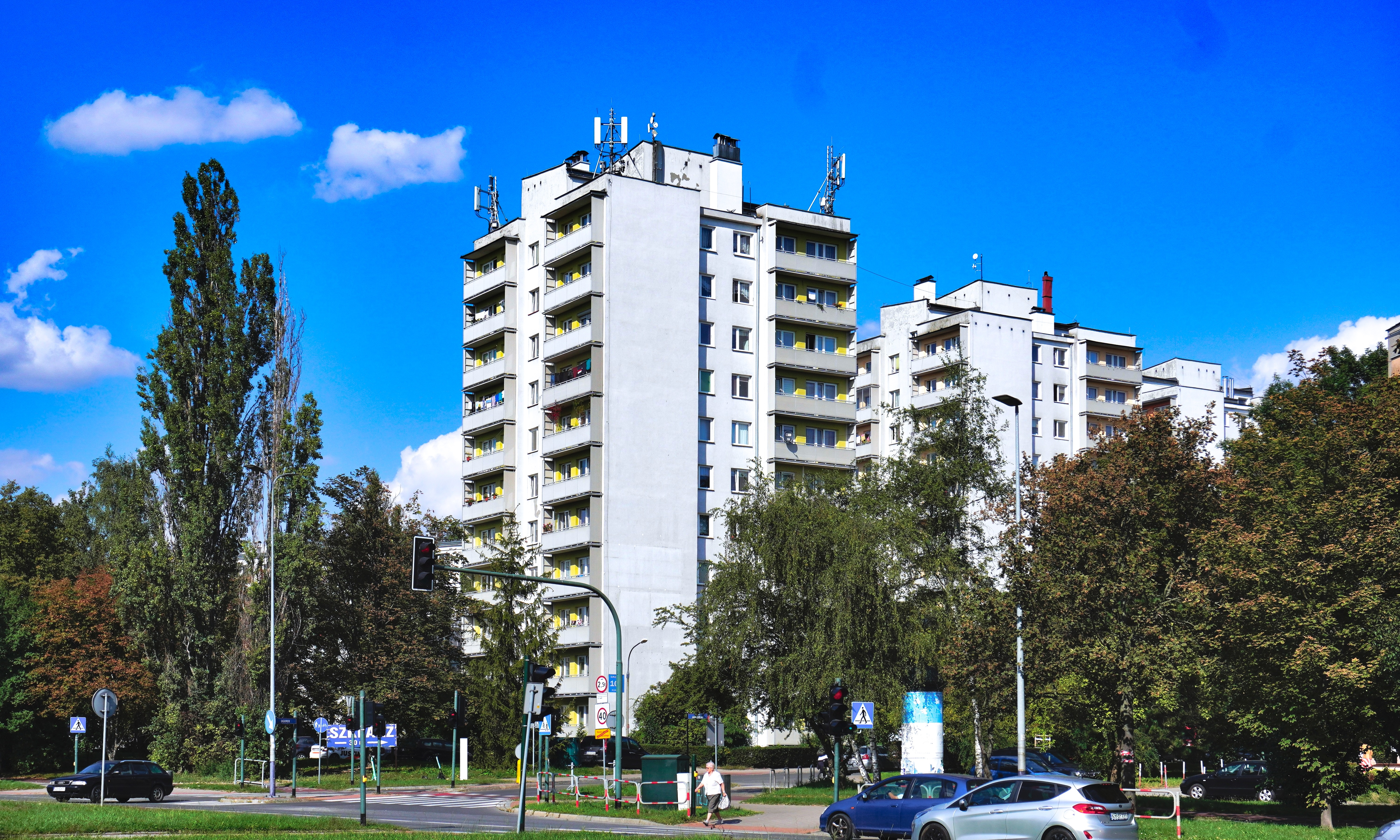
Osiedle Ugorek
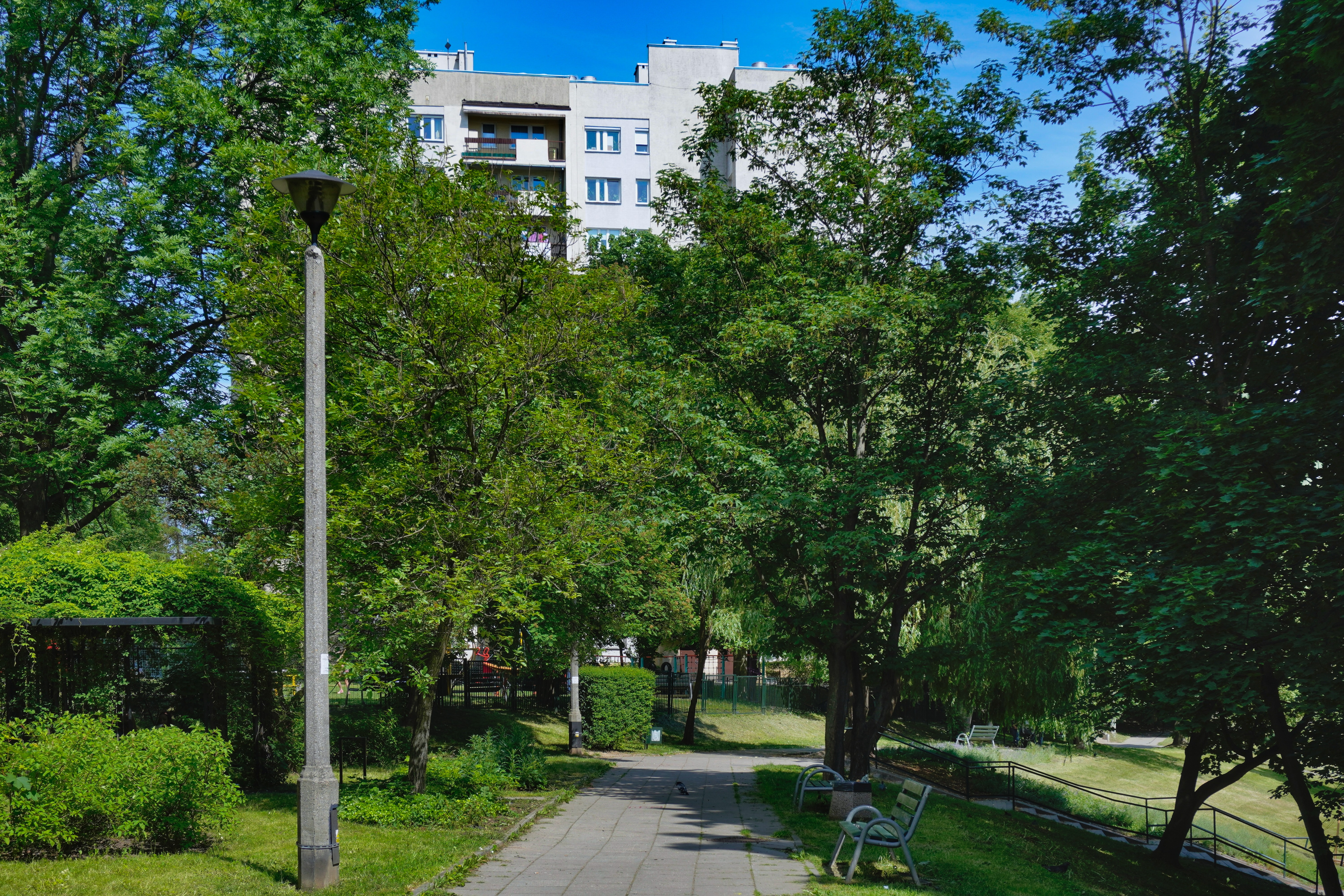
Osiedle Wieczysta
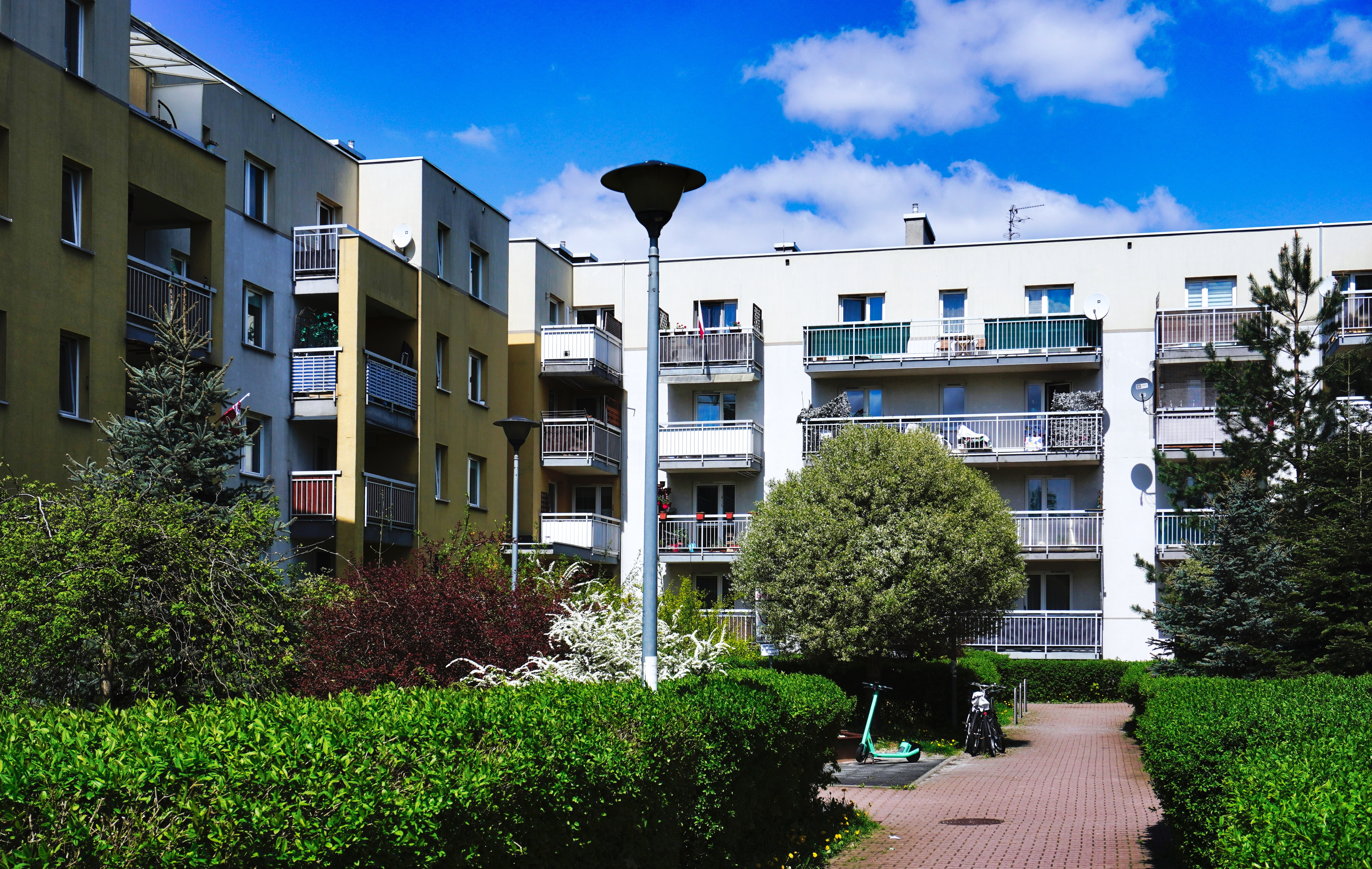
Osiedle WTBS „Kwatera”